# Hrabstwo Warren (Kentucky)

Piramida wieku hrabstwa

Hrabstwo Warren – hrabstwo w USA, w stanie Kentucky. Według danych z 2010 roku, hrabstwo zamieszkiwały 113 792 osoby. Siedzibą hrabstwa jest Bowling Green.

## Miasta
- Bowling Green
- Oakland
- Plum Springs
- Smiths Grove
- Woodburn
- Plano (CDP)